# 13093 Wolfgangpauli
13093 Wolfgangpauli è un asteroide della fascia principale. Scoperto nel 1992, presenta un'orbita caratterizzata da un semiasse maggiore pari a 2,9885441 UA e da un'eccentricità di 0,0553272, inclinata di 10,11634° rispetto all'eclittica.
È dedicato al celebre fisico austriaco Wolfgang Pauli.